# LPBank Cup 2024
LPBank Cup 2024 là giải đấu bóng đá giao hữu quốc tế dành cho các đội tuyển nam quốc gia, do Liên đoàn bóng đá Việt Nam (VFF) tổ chức và Ngân hàng Thương mại cổ phần Lộc Phát Việt Nam (LPBank) tài trợ. Việt Nam là đội chủ nhà và tổ chức giải với mục tiêu chuẩn bị cho Giải vô địch bóng đá ASEAN 2024. Giải đấu được tổ chức vào dịp FIFA Days từ ngày 5 đến 10 tháng 9 năm 2024, với sự tham dự của ba đội tuyển là chủ nhà Việt Nam, Nga và Thái Lan. Mặc dù Nga đang phải thi hành án phạt cấm tham dự các giải đấu của FIFA và UEFA, nhưng các trận đấu của họ vẫn sẽ được tính điểm trên bảng xếp hạng FIFA.
Ngày 7 tháng 9 năm 2024, VFF quyết định hủy trận đấu giữa Nga và Thái Lan vào lúc 20 giờ cùng ngày theo lịch ban đầu do lo ngại ảnh hưởng từ cơn bão Yagi. Đồng thời, giải đấu cũng không trao danh hiệu vô địch do số trận thi đấu của các đội khác nhau, thay vào đó các đội tham dự chỉ nhận tiền thưởng.

## Các đội tham dự
Dưới đây là các đội tuyển tham dự giải đấu.
- Nga
- Thái Lan
- Việt Nam (chủ nhà)

## Thể thức
Giải đấu được tổ chức theo thể thức vòng tròn một lượt tính điểm, đội có nhiều điểm nhất sẽ trở thành nhà vô địch. Tuy nhiên, vì ảnh hưởng của bão Yagi khiến trận Nga – Thái Lan bị hủy bỏ và số trận thi đấu của các đội khác nhau (Việt Nam thi đấu 2 trận, Nga và Thái Lan chỉ đấu 1 trận) nên ban tổ chức quyết định không trao danh hiệu vô địch.

## Địa điểm
Tất cả các trận đấu của giải diễn ra tại Sân vận động Quốc gia Mỹ Đình ở thủ đô Hà Nội, Việt Nam.
| Hà Nội                        |
| ----------------------------- |
| Sân vận động Quốc gia Mỹ Đình |
| Sức chứa: 40.192              |
|                               |

## Bảng xếp hạng
| VT | Đội          | ST | T | D | B | BT | BB | HS | Đ |
| -- | ------------ | -- | - | - | - | -- | -- | -- | - |
| 1  | Nga          | 1  | 1 | 0 | 0 | 3  | 0  | +3 | 3 |
| 2  | Thái Lan     | 1  | 1 | 0 | 0 | 2  | 1  | +1 | 3 |
| 3  | Việt Nam (H) | 2  | 0 | 0 | 2 | 1  | 5  | −4 | 0 |

## Các trận đấu
- Thời gian được liệt kê là giờ chuẩn Việt Nam (UTC+7).

| Việt Nam | 0–3      | Nga                                                  |
| -------- | -------- | ---------------------------------------------------- |
|          | Chi tiết | Kuzyayev 24' · Vũ Văn Thanh 61' (l.n.) · Musayev 77' |

| Nga | Hủy      | Thái Lan |
| --- | -------- | -------- |
|     | Chi tiết |          |

| Việt Nam               | 1–2      | Thái Lan                        |
| ---------------------- | -------- | ------------------------------- |
| - Nguyễn Tiến Linh 21' | Chi tiết | - Suphanat 26' - Gustavsson 40' |

## Thống kê

### Cầu thủ ghi bàn
Đã có 6 bàn thắng ghi được sau hai trận đấu, trung bình 3 bàn thắng mỗi trận đấu.

#### 1 bàn
- Daler Kuzyayev
- Tamerlan Musayev
- Suphanat Mueanta
- Patrik Gustavsson
- Nguyễn Tiến Linh

#### Phản lưới nhà
- Vũ Văn Thanh (trong trận gặp Nga)